# Худан
Худа́н (Коду́н, Худун, Кудун) — река в Бурятии (Россия), левый приток Уды (бассейн Селенги). Длина — 252 км, площадь водосборного бассейна — 7820 км².
Протекает по территории Кижингинского района, лишь приустьевой участок (около 10 км) — в Хоринском районе республики. Берёт начало в 120 км западнее Читы, на стыке хребтов — Худанского и Цаган-Хуртэй, в 5 км северо-западнее горы Худан (1554 м). Среднегодовой расход воды в 3 км от устья — 12,7 м³/с. Питание снеговое и дождевое. Весеннее половодье обычно невелико, но дождевые паводки достигают значительных размеров. Река замерзает в начале ноября и остаётся под ледяным покровом до мая. В долине и на берегах реки Худан находятся населённые пункты Кижингинского района (от истока к устью): Хуртэй, Михайловка, Могсохон, Улзытэ, Иннокентьевка, Красный Яр, Усть-Орот, Кодунский Станок.

## Притоки
(расстояние от устья)
- 11 км: Хурай (пр)
- 19 км: Мунгут (лв)
- 26 км: Орот (лв)
- 38 км: водоток пр. без названия
- 50 км: Кижинга (лв)
- 67 км: Сулхара (лв)
- 73 км: Шэбшэга (лв)
- Чесан (пр)
- 108 км: Саранта (лв)
- 127 км: Самарта (лв)
- Березки (лв)
- 141 км: Хуртэй (лв)
- 158 км: Жипхен (пр)
- 160 км: Дутлюр (лв)
- Барун-Булак (пр)
- 175 км: Жэмэгэр
- Черновка (лв)
- 183 км: Шара-Горхон (Барун-Шара-Горхон) (пр)
- Мугаин-Сапо (лв)
- 200 км: Бырка (лв)
- Аршан-Горхон (пр)
- 208 км: Холтысон (пр)
- 224 км: Байсын-Горхон (лв)
- 230 км: Саганай-Горхон (лв)
- 237 км: Ара-Нэмэтэй (лв)